# Elaine Genovese
Elaine Genovese (* 11. Januar 1991 in Pietà) ist eine maltesische Tennisspielerin.

## Karriere
Elaine Genovese begann mit sechs Jahren mit dem Tennisspielen, ihr bevorzugtes Terrain ist laut ITF-Profil der Hartplatz. Sie tritt vor allem auf Turnieren der ITF Women’s World Tennis Tour an, wobei sie bisher drei Doppeltitel gewinnen konnte.
2015 erreichte sie mit Partnerin Emma Hurst bei den AEGON GB Pro-Series Barnstaple im Damendoppel das Viertelfinale.
Genovese nahm 2007, 2009, 2013, 2015 und 2017 an den Spielen der kleinen Staaten von Europa teil und vertrat Malta bei den Mittelmeerspielen 2022 in Oran in Algerien. Genovese und Francesca Curmi gewannen dort die Silbermedaille im Damendoppel.
Im Jahr 2017 spielte Elaine Genovese erstmals für die maltesische Billie-Jean-King-Cup-Mannschaft; ihre Billie-Jean-King-Cup-Bilanz weist bislang 31 Siege bei 36 Niederlagen aus.

## Turniersiege

### Doppel
| Nr. | Datum           | Turnier  | Kategorie   | Belag     | Partnerin       | Finalgegnerinnen                   | Ergebnis          |
| --- | --------------- | -------- | ----------- | --------- | --------------- | ---------------------------------- | ----------------- |
| 1.  | 14. Juli 2018   | Bukarest | ITF $15.000 | Sand      | Soumeya Anane   | Ioana Gaspar Camelia-Elena Hristea | 6:4, 3:6, [10:2]  |
| 2.  | 26. August 2022 | Vigo     | ITF W25     | Hartplatz | Francesca Curmi | Olga Helmi Kathleen Kanev          | 6:0, 6:3          |
| 3.  | 20. Mai 2023    | Monastir | ITF W15     | Hartplatz | Sharmada Balu   | Louise Kwong Anna Ulyashchenko     | 0:_6, 6:4, [11:9] |